# Jahr
Jahr (persiska: جهر, Jehār) är en ort i Iran.   Den ligger i provinsen Kerman, i den östra delen av landet, 900 km sydost om huvudstaden Teheran. Jahr ligger 628 meter över havet och antalet invånare är 458.
Terrängen runt Jahr är huvudsakligen kuperad, men åt sydost är den platt.Runt Jahr är det glesbefolkat, med 13 invånare per kvadratkilometer. Närmaste större samhälle är Andūhjerd, 12,0 km nordväst om Jahr. Trakten runt Jahr är ofruktbar med lite eller ingen växtlighet.